# Дора, или Сексуальные неврозы наших родителей
«Дора, или Сексуальные неврозы наших родителей» (нем. Dora oder Die sexuellen Neurosen unserer Eltern) — художественный фильм 2015 года швейцарского режиссёра Стины Веренфельс. Был показан на 65-м Берлинском кинофестивале, в секции «Панорама». Стал одним из семи фильмов, включенных Швейцарией в шорт-лист на соискание премии «Оскар» за лучший фильм на иностранном языке, но уступил «Иракской одиссее».

## Сюжет
Главная героиня фильма — 18-летняя Дора, больная аутизмом. Родители забирают её из специального интерната, и она начинает осваиваться в новом для себя мире. Однажды Дору насилуют в туалете метро, и она беременеет. Перед её родителями возникает вопрос — стоит ли девушке рожать.

## В ролях
- Виктория Шульц
- Йенни Шилли
- Ларс Айдингер
- Урс Юккер
- Кнут Бергер
- Сара Бри
- Тельма Буабенг
- Ребекка Буркхардт
- Инга Буш
- Карина Фалленштайн